# Gustavo Trelles

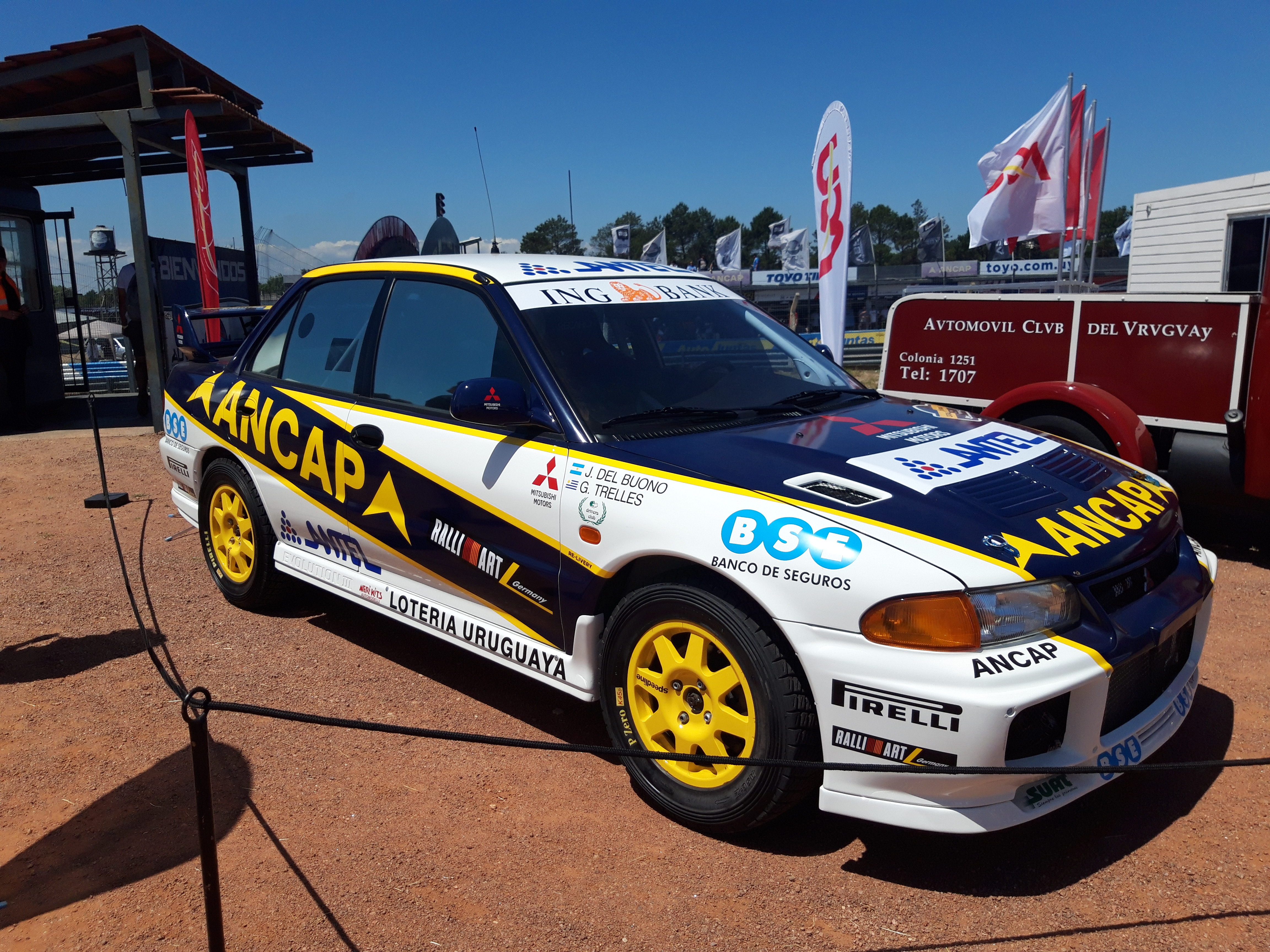
Mitsubishi Lancer Evo III de Gustavo Trelles

Gustavo Trelles  (Minas, Uruguay, 15 de noviembre de 1955) es un expiloto de rally uruguayo. Compitió activamente en el Campeonato Mundial de Rally (WRC) desde 1988 a 1993, principalmente con un Lancia Delta Integrale, y desde 1996 a 2002, con un Mitsubishi Lancer Evolution. Ganó el campeonato de Grupo N, cuatro años consecutivos: 1996, 1997, 1998 y 1999.
En el WRC, su mejor resultado fue un tercer puesto en el Rally de Argentina de 1992 con el Delta HF Integrale. Su mejor posición en el campeonato del mundo de pilotos ha sido noveno, durante la temporada de 1993 por detrás de su compañero de equipo Carlos Sainz, cuando compitió con un Delta Integrale para el equipo Jolly Club. 
Aquella temporada terminó cuarto en el Rally de Argentina, quinto en el Rally Acrópolis, sexto en el Rally de Cataluña y séptimo en el Rally de Nueva Zelanda.
Su última aparición oficial en el grupo A8 fue en el Rally Cataluña de 1995 a bordo de un Toyota Celica GT-Four ST205 donde obtuvo la sexta posición por detrás del italiano Andrea Aghini.
En la categoría de coches de serie, Trelles ha alcanzado un gran éxito con su Lancer Evolution.
Ganó la Copa FIA de Grupo N (en la actualidad encargada del Campeonato Mundial de Rally de Automóviles de Producción), título que obtuvo por cuatro años consecutivos desde 1996 hasta 1999. A su vez finalizó segundo en 1990, 2000 y 2001.
Ganó el campeonato español de rally en tierra en los años 1988, 1989, 1990 y 1992.
En Sudamérica, Trelles fue tercero absoluto en el Gran Premio 19 Capitales de 1981 y séptimo en su clase en la Vuelta a la América del Sud de 1978.
En 2010, Trelles volvió a competir esporádicamente en rally, habiendo ganado el Rally del Atlántico 2010, el Memorial Conrero 2012, y el Rallylegend 2012 y 2013.
Además, Trelles ha participado en varias ediciones del Rally Mobil Motorshow en Chile. 
Fue finalista en 2011, mientras que triunfó en 2012 pero fue descalificado por no llevar copiloto. 
En 2017, Trelles triunfó en la clase N4 de la fecha de Punta del Este del Campeonato Argentino de Rallycross con un Mitsubishi Lancer Evo. 
En 2019 ganó el Campeonato Argentino de Rallycross de la clase RC2N también con Mitsubishi.